# Droga wojewódzka 332
Droga wojewódzka 332 (DW332) je silnice v Dolnoslezském vojvodství. Její délka činí čtyři kilometry. Silnice začíná u Kopaczówa (Oberullersdorf) na česko-polském hraničním přechodu Hrádek nad Nisou – Kopaczów a končí na mostě přes Lužickou Nisu za kruhovým objezdem severně od Sieniawky (Kleinschönau). Celá trasa vede obvodem obce Bohatyně/Rychnov (Gmina Bogatynia) dolnoslezského okresu Zhořelec (Powiat Zgorzelecki).
Silnice navazuje na českou silnici I/35 a přechází v německou B178, která se napojuje na dálnici A4. Financování zbudování tohoto fakticky peážního úseku převzala podle třístranné mezinárodní smlouvy z 5. dubna 2004 SRN a ČR. Náklad 12,5 mil. eur nesla SRN, 2 mil. eur ČR. Současná podoba silnice byla dokončena roku 2010.

## Popis
Silnice začíná na okraji slezského Kopaczówa (Oberullersdorf) severně od středu Hrádku nad Nisou (Grottau). Státní hranice je v místě silnice vedena podle toku Oldřichovského potoka (Ullersdorfer Bach; Lubota).
Za hranicí přes silnici vede most, připravený na možný dálniční rozměr silnice. Dále na trase jsou tři kruhové objezdy. Silnice vede po západním okraji povrchového hnědouhelného lomu Turów. Na severním okraji Sieniawky (Kleinschönau) na mostě přes Lužickou Nisu přechází v německou B178, která zároveň slouží jako severní obchvat Žitavy.
Kromě přibližně prostřední třetiny (2+1) je silnice vedena v profilu 1+1. Celý úsek je víceméně rovinatý.